# Graham Nash
Graham William Nash, OBE (Blackpool, 2 de fevereiro de 1942) é um cantor e compositor do Reino Unido conhecido por suas contribuições em bandas como The Hollies e Crosby, Stills, Nash & Young. Graham também é fotógrafo.

## Vida
Nash nasceu em Blackpool, Inglaterra durante a Segunda Guerra Mundial. Durante o início da década de 1960 ele foi líder do The Hollies, uma das mais bem sucedidas bandas de música pop do Reino Unido. Em 1966, durante uma turnê com o conjunto The Byrds na Inglaterra,  David Crosby ficou conhecendo o conjunto Hollies, e por sua vez, Graham Nash. Em 1967, Graham Nash foi convidado pelos Beatles para participar do coro da canção All You Need Is Love, numa apresentação ao vivo na primeira transmissão mundial via-satélite, em 26 países simultaneamente. A apresentação foi transmitida ao vivo do lendário estúdio Abbey Road e contou também com as participações de Mick Jagger, Eric Clapton, Marianne Faithfull e Keith Moon no coro do refrão da canção.
Quando Nash visitou a California, em 1968, reencontrou seu amigo David Crosby. Deixou os Hollies no auge de sua fama para formar um grupo com Crosby e Stephen Stills, e juntos se apresentaram no Festival de Woodstock. Durante este festival eles tocaram em público pela primeira vez. No ano seguinte, Neil Young juntou-se a eles, e o trio posteriormente tornou-se o quarteto, Crosby, Stills, Nash & Young. Tiveram ainda mais sucesso que sua banda original. Eles continuaram a lançar discos, ora como Crosby, Stills, Nash & Young, ora como, Crosby Stills & Nash somente, e noutros projetos somente, Crosby & Nash. Nash participou de vários projetos de colaboração, incluindo gravações com Art Garfunkel, Paul Simon, James Taylor, Jackson Browne, Carly Simon, Joni Mitchell, Judy Collins e outros.
Nash tornou-se politicamente ativo após sua mudança para a Califórnia, o que refletiu em canções como "Military Madness" e Chicago. Sua canção "Immigration Man", um de seus maiores sucessos do primeiro disco solo, surgiu de um desentendimento que ele teve com um oficial estadunidense ao entrar no país. Nash tornou-se cidadão dos EUA em 14 de agosto de 1978.  Com Crosby, Stills & Young, seus grandes sucessos colaborativos foram: Suite: Judy Blue Eyes (S. Stills), Teach your children (G. Nash), Long Time Gone (D. Crosby) e Ohio, (N. Young).

## Estilo musical
O estilo musical de Graham Nash é indiscutivelmente e extremamente melódico, romântico e mellow (calmo (em português)). Suas composições, tanto na carreira solo como com seus parceiros, sempre se destacaram como as músicas mais calmas e harmoniosamente melódicas. Mesmo as músicas mais agitadas de Nash tem um "sabor" melódico e doce. As suas composições, além das canções já mencionadas acima, que são exemplos de seu estilo distinto são:
- Sleep Song;
- Teach Your Children;
- Our House;
- Another Sleep Song;
- Simple Man;
- Wind on the Water (com David Crosby)
- Wounded Bird
- I Used to Be a King
- Be yourself
- Man in the Mirror
- There is Only One
- I Miss You

A partir de 1972, Nash reuniu-se somente com Crosby, e o duo continuou a gravar até a reformulação com Stills no final da década de 1970. 
 Durante os últimos anos Graham Nash aparece em concerto ao vivo no clube The Fillmore de San Francisco, California, região aonde ele reside. Em 2006, Nash trabalhou com David Gilmour e David Crosby no faixa título do terceiro álbum solo de Gilmour, On an Island.

## Discografia

### Álbuns solo
- Songs for Beginners (Atlantic Records, 1971)
- Wild Tales (Atlantic Records, 1974)
- Earth & Sky (EMI, 1980)
- Innocent Eyes (Atlantic Records, 1986)
- Songs for Survivors (Artemis Records, 2002)
- This Path Tonight (Blue Castle, 2016)
- Now (2023)